# Universidade Complutense de Madrid
A Universidade Complutense de Madrid figura entre as mais antigas do mundo. Fundada pelo cardeal Francisco Jiménez de Cisneros em 1499, tem suas origens na Universidade de Alcalá, em Alcalá de Henares. Esta universidade pública, localizada nos campi Cidade Universitária de Madrid e Somosaguas, possui mais de 79 153 alunos.
Trata-se de uma das mais prestigiosas universidades europeias. Segundo o El Mundo, lidera o ranking universitário nacional com as faculdades de Filosofia, Literatura Espanhola, História, Farmácia, Jornalismo, Psicologia, Ciências Políticas e Sociologia. Seu lema é "Libertas Perfundet Omnia Luce".

## História
As origens da Universidade de Alcalá encontram-se na Idade Média, quando o rei Sancho IV de Castela criou o Studium General em Alcalá de Henares, em 20 de maio de 1293. Em 1499, o Papa Alexandre VI atendeu ao pedido de um dos seus antigos alunos, o Cardeal Cisneros, e converteu o Studium em universidade, a qual chamou Universitas Complutensis, em razão do termo Complutum, que, em latim, significa confluência de dois rios e é o antigo nome de Alcalá de Henares.
Entre 1509 e 1510, já funcionavam cinco faculdades: Artes e Filosofia, Teologia, Direito Canônico, Letras e Medicina.
Depois de atravessar um período de decadência durante o século XVIII, mediante ordem real da Rainha Regente de 29 de outubro de 1836, foi decretado o seu fechamento em Alcalá e a sua transferência para Madrid, onde passou a se chamar Universidade Central. A princípio instalou-se no antigo Seminario de Nobles, e posteriormente no convento das Salesas Nuevas. Entre 1840 e 1843, trasladaram-se os fundos da biblioteca alcalaína. Em 1843 passou a ocupar o edifício do antigo noviciado dos jesuítas, onde permaneceria por quase um século.
A nova Universidade de Madrid deveria ser um modelo que rompesse com as antigas estruturas, seguindo o modelo centralista francês, e deveria servir como exemplo para as demais universidades espanholas. Desde a lei Moyano (1857) a universidade foi a única autorizada a conferir o título de doutor, na Espanha, até que, em 1954, tal privilégio foi concedido à Universidade de Salamanca, por ocasião da celebração do seu VII centenário, e posteriormente às outras universidades espanholas. A universidade de Madrid perdeu então o nome de Universidade Central, passando a chamar-se Complutense de Madrid.
Em 1927 foi planejada a construção de uma área universitária na zona de Moncloa, em terrenos cedidos pelo rei D. Afonso XIII para este fim, que antigamente eram conhecidos como "os descampados". Durante esta etapa construiu-se um núcleo da denominada Idade de Prata da cultura espanhola. Em suas classes exerceram o magistério José Ortega y Gasset, Manuel García Morente, Luis Jiménez de Asúa, Santiago Ramón y Cajal e Blas Cabrera, entre outros.
A Guerra Civil Espanhola converteu a Ciudad Universitaria de Madrid em uma frente de batalha, causando a destruição de edifícios de faculdades e institutos, assim como a perda de parte do seu rico patrimônio científico, artístico e bibliográfico, procedente da antiga Universidade da cidade complutense. Perdeu-se também, na sua maior parte por se terem exiliado, uma parte do prestigioso professorado que até então tinha exercido a docência na Universidade Complutense.
Em 1954 as outras universidades da Espanha, iniciando pela Salamanca, recuperaram a capacidade de expedir títulos de doutorado e, em 1970, o governo empreende planos de reforma do Ensino Superior, e a universidade se divide em duas: o ensino de ciências experimentais, ciências da saúde, ciências sociais e humanas se agruparam na Universidade Complutense de Madrid, enquanto que as escolas superiores de ensino técnico, assim como outras que estavam ligadas a outros organismos, como o Exército ou o Ministério da Indústria, se agruparam na Universidade Politécnica de Madrid.
Nessa ocasião também foi criado o campus de Somosaguas, para albergar a maior parte das faculdades de Ciências Sociais, e conseguir assim distanciar os futuros políticos e economistas das reações contra o regime franquista que ocorriam no campus principal da Cidade Universitária.

## A Universidade Complutense atualmente
A Universidade Complutense desempenhou papel fundamental no desenvolvimento político da Espanha, desde a sua fundação, tanto no parlamento como nos ministérios, em todas as etapas do governo da Espanha, desde o século das luzes, e sua situação esteve marcada especialmente durante a II República e, após a morte de Francisco Franco, durante a Transição Espanhola para a Democracia. Por exemplo, a ex-vice-presidente do Governo, María Teresa Fernández de la Vega e o ex-presidente do Governo, José María Aznar se licenciaram por esta universidade.
A Universidade Complutense é a universidade com maior número de alunos presenciais de toda a Espanha (embora a UNED a supere em número total de alunos). Contava, no final de 2003, com mais de 98 000 estudantes e é a segunda de toda a Europa.